# Christophe Juvénal des Ursins
Christophe Juvénal des Ursins (oder Jouvenel des Ursins; * um 1525; † 1588, 81 Jahre alt) war ein französischer Adliger des 16. Jahrhunderts; er war Baron und später Marquis de Trainel.

## Biographie
Er war der Sohn von François I. Juvénal des Ursins, Baron de Trainel, Seigneur de Doue-en-Brie et de La Chapelle-Gauthier († 1547), und Jeanne d’Orfèvre. 
Christophe Juvénal des Ursins war Baron de Trainel, dann Marquis de Trainel, Seigneur de La Chapelle-Gauthier, Marigny-le-Châtel, Ermenonville et de Doue, zudem Anfang 1563 Abwesenheitsstellvertreter des Gouverneurs von Paris und der Île-de-France.
1562 wurde er in den Ordre de Saint-Michel aufgenommen, am 31. Dezember 1578 gehörte er zu den Gründungsmitgliedern des Ordre du Saint-Esprit.

## Ehe und Nachkommen
Er heiratete 1557 (per Ehevertrag) Madeleine de Luxembourg-Brienne, Tochter von Antoine II. de Luxembourg, Comte de Brienne und Comte de Ligny (Luxemburg-Ligny), und Marguerite de Savoie, einer Tochter von René de Savoie. Ihre Kinder sind:
- François II. († 9. Oktober 1650, 81 Jahre alt), 2. Marquis de Trainel, Baron de Neuilly, Chevalier de l’Ordre du Saint-Esprit, Botschafter in Rom und England; ⚭ Guillemette d’Orgemont, Dame de Méry, Tochter von Claude, Seigneur de Méry, und Madeleine d’Avaugour; eine Tochter, Charlotte, † jung
- Philippe, Kommendatarabt von Kloster Valroy[2].
- Catherine; ⚭ 1579 Claude de Harville, Seigneur de Palaiseau, Chevalier de l’Ordre du Saint-Esprit, Gouverneur de Compiègne,
- Marguerite; ⚭ (1) Gilles II. Juvénal des Ursina, Seigneur d’Armentières, ihr Vetter; ⚭ (2) Henri de Boves, Baron de Contenan,
- Catherine-Alfonsine, Äbtissin von Hyères
- Isabelle († 10. Juli 1644); ⚭ (1) Mercure de Saint-Chamans, Seigneur du Péché, Baron de Marigny, Bailli und Gouverneur von Château-Thierry; ⚭ (2) 14. September 1613 Louis de La Marck, Marquis de Mauny († 1626), Gouverneur de Caen (Haus Mark)[3]

### Weblink
- Étienne Pattou: Famille Jouvenel (ou Juvenel, Juvenal) (des Ursins), 2017, S. 6 (online, PDF; 235 kB, abgerufen am 29. März 2019, französisch)